# Tevatrón

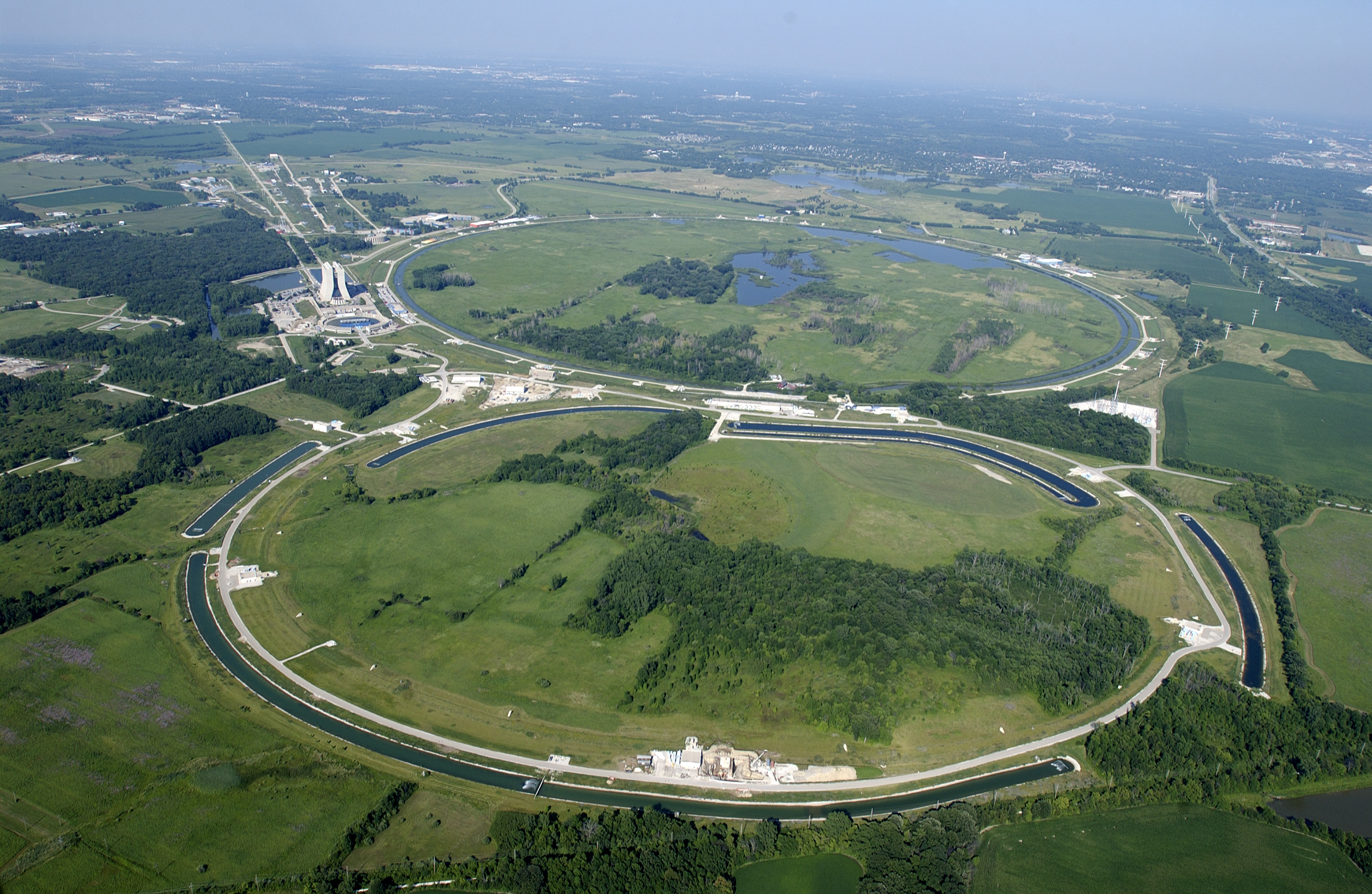
Imagen de los 2 anillos: el inyector principal (al frente) y el anillo del Tevatrón (al fondo). Los estanques circulares que los rodean ayudan a disipar el calor producido por las instalaciones.

Tevatrón es el nombre que recibe el acelerador de partículas circular del Fermilab ubicado en Batavia, Illinois (Estados Unidos), que estuvo operativo hasta el 2011.
Es un sincrotrón que acelera protones y antiprotones en un anillo de 6.3 km de circunferencia hasta energías de casi 1 TeV, de donde proviene su nombre.
Se construyó en el mismo túnel que el preexistente Anillo Principal del Fermilab. Fue completado en 1983 con un coste de 120 millones de dólares y ha sido sometido regularmente a actualizaciones. La más importante fue la adición del anillo llamado inyector principal, construido desde 1994 hasta 1999 con un coste de 290 millones de dólares. 
En 1987 realizó las primeras colisiones a la energía de diseño (0.9 TeV por haz, 1.8 TeV medidos en el centro de masas), lo que lo convirtió en el acelerador que proporciona colisiones de mayor energía hasta la entrada en funcionamiento del gran colisionador de hadrones (con 3.5 TeV por haz).
Entre los principales hitos científicos de esta instalación, destacan el descubrimiento del quark cima en 1995, y el descubrimiento del neutrino tauónico en el año 2000 en el experimento DONUT. En 2007 se consiguió medir la masa del quark top con una precisión cercana al 1%.

## Historia
El 1 de diciembre de 1968 se puso la primera piedra del acelerador lineal (linac). La construcción del Recinto del Acelerador Principal comenzó el 3 de octubre de 1969, cuando Robert R. Wilson, director del NAL, dio la primera palada de tierra. Esto se convertiría en el Anillo Principal del Fermilab, de 6,3 km de circunferencia.
El primer haz de 200 MeV del linac comenzó el 1 de diciembre de 1970. El primer haz de 8 GeV del booster se produjo el 20 de mayo de 1971. El 30 de junio de 1971, un haz de protones fue guiado por primera vez a través de todo el sistema de aceleradores del Laboratorio Nacional de Aceleradores, incluido el anillo principal. El haz fue acelerado a sólo 7 GeV. Por aquel entonces, el Acelerador Booster tomaba protones de 200 MeV del Linac y "potenciaba" su energía hasta los 8 mil millones de electronvoltios. Luego se inyectaban en el Acelerador Principal.
Ese mismo año, antes de la finalización del Anillo Principal, Wilson declaró ante el Comité Conjunto de Energía Atómica, el 9 de marzo de 1971, que era factible conseguir una energía mayor utilizando imán superconductor. También sugirió que podría hacerse utilizando el mismo túnel que el anillo principal y que los nuevos imanes se instalarían en los mismos lugares para funcionar en paralelo a los imanes existentes del anillo principal. Ese fue el punto de partida del proyecto del Tevatrón. El Tevatrón estuvo en fase de investigación y desarrollo entre 1973 y 1979 mientras se seguía mejorando la aceleración en el Anillo Principal.
Una serie de hitos permitieron aumentar la aceleración a 20 GeV el 22 de enero de 1972, a 53 GeV el 4 de febrero y a 100 GeV el 11 de febrero. El 1 de marzo de 1972, el entonces sistema acelerador NAL aceleró por primera vez un haz de protones hasta su energía de diseño de 200 GeV. A finales de 1973, el sistema acelerador del NAL operaba de forma rutinaria a 300 GeV.
El 14 de mayo de 1976, el Fermilab llevó sus protones hasta los 500 GeV. Este logro brindó la oportunidad de introducir una nueva escala de energía, el teraelectronvoltio (TeV), equivalente a 1000 GeV. El 17 de junio de ese año, el acelerador europeo Super Proton Synchrotron (SPS) había logrado un haz de protones circulante inicial (sin potencia de radiofrecuencia de aceleración) de solo 400 GeV.
El Anillo Principal de imanes convencionales se cerró en 1981 para instalar imanes superconductores debajo de él. El Anillo Principal siguió sirviendo como inyector para el Tevatrón hasta que se completó el Inyector Principal al oeste del Anillo Principal en el año 2000. El "Duplicador de Energía", como se conocía entonces, produjo su primer haz acelerado-512 GeV-el 3 de julio de 1983.
Su energía inicial de 800 GeV se alcanzó el 16 de febrero de 1984. El 21 de octubre de 1986, la aceleración en el Tevatrón se elevó a 900 GeV, proporcionando una primera colisión protón-antiprotón a 1,8 TeV el 30 de noviembre de 1986.
El Inyector Principal, que sustituyó al Anillo Principal, fue la adición más sustancial, construida durante seis años a partir de 1993 con un coste de 290 millones de dólares. El funcionamiento del colisionador Tevatron II comenzó el 1 de marzo de 2001, tras la finalización con éxito de la mejora de esa instalación. A partir de entonces, el haz fue capaz de entregar una energía de 980 GeV.
El 16 de julio de 2004, el Tevatron alcanzó un nuevo pico de luminosidad, rompiendo el récord previamente sostenido por los antiguos Intersecting Storage Rings (ISR) europeos en el CERN. Ese mismo récord de Fermilab se duplicó el 9 de septiembre de 2006, luego se triplicó un poco más el 17 de marzo de 2008 y finalmente se multiplicó por un factor de 4 sobre el récord anterior de 2004 el 16 de abril de 2010 (hasta 4×10 32 cm−2 s−1).
El Tevatron cesó sus operaciones el 30 de septiembre de 2011. A finales de 2011, el Gran Colisionador de Hadrones (LHC) del CERN había alcanzado una luminosidad casi diez veces superior a la del Tevatron (a 3,65×1033 cm −2 s−1) y una energía de haz de 3,5 TeV cada uno (haciéndolo desde el 18 de marzo de 2010), ya ~3,6 veces las capacidades del Tevatron (a 0,98  ;TeV).

## Funcionamiento
La aceleración se producía mediante la combinación de pasos sucesivos por un tándem de aceleradores.  La primera etapa era el preacelerador Cockcroft-Walton de 750 keV, que ionizaba el gas hidrógeno y aceleraba los iones negativos creados usando un voltaje positivo. Posteriormente, los iones pasaban a través de un acelerador lineal de 150 m de largo, donde son acelerados hasta 400 MeV por medio de campos eléctricos oscilantes. A continuación, los iones pasaban por una lámina de carbono para eliminar los electrones, y los protones resultantes se conducían al Booster.
El Booster era un pequeño sincrotrón circular alrededor del cual los protones pasaban hasta 20.000 veces, y llegaban a adquirir energías de unos 8 GeV. Desde el Booster las partículas pasan al inyector principal, que permitía realizar varias tareas:
- acelerar protones hasta 150 GeV,
- producir protones de 120 GeV para la posterior creación de antiprotones,
- acelerar antiprotones hasta 120 GeV, e
- inyectar los protones o antiprotones en el Tevatrón.

Los antiprotones eran creados por la Fuente de Antiprotones. Para ello, los protones de 120 GeV rocedentes del inyector principal colisionaban con un blanco de níquel.  Esta colisión produce numerosas partículas, incluyendo antiprotones, que son recogidos y almacenados en el anillo acumulador. Los antiprotones pueden pasar posteriormente al inyector principal.
El Tevatrón podía acelerar las partículas del Inyector Principal hasta 980 GeV. Los protones y antiprotones se aceleraban en direcciones opuestas, cruzándose en los detectores CDF y DØ para colisionar a 1,96 TeV. Para mantener las partículas en el camino, el Tevatrón usaba unos 774 imanes superconductores dipolo de niobio-titanio  enfriados por helio líquido que producía una campo magnético de 4,2 tesla. El campo aumentaba durante unos 20 segundos a medida que las partículas se aceleraban. Se utilizaron otros 240 NbTi cuadrupolo imanes para enfocar el haz.
La luminosidad inicial de diseño del Tevatrón era 1030 cm−2 s−1, sin embargo, luego de una serie de mejoras, el acelerador era capaz de proveer una luminosidad de hasta 4×1032 cm−2 s−1.
Fue el primer gran acelerador en hacer uso de tecnología superconductora. El uso de imanes superconductores operando a la temperatura de helio líquido permitió reducir la masa de los mismos en al menos un orden de magnitud. 
El 27 de septiembre de 1993, el  sistema de enfriamiento criogénico del Acelerador Tevatron fue nombrado Hito Histórico Internacional por la Sociedad Estadounidense de Ingenieros Mecánicos. La planta criogénica que proporcionó helio líquido criogénico a los imanes superconductores del Tevatron, fue el sistema de baja temperatura más grande que existía hasta su finalización en 1978. Mantuvo las bobinas de los imanes, que doblaban y enfocaban el haz de partículas, en un estado superconductor. de modo que consumieron solo ⅓ de la energía que habrían requerido a temperaturas normales.

## Descubrimientos
El Tevatrón permitió confirmar la existencia de varias partículas subatómicas cuya existencia había sido predicha por la física teórica de partículas, o por lo menos proveyó información que sugiere su existencia. En 1995, colaboraciones con el experimento CDF y el experimento DØ permitieron anunciar el descubrimiento del top quark, y en el 2007 se midió su masa (172 GeV) con una precisión cercana al 1%. 
En el 2006, las colaboraciones en torno al CDF pemitieron realizar la primera medición de las oscilaciones Bs , y observar dos tipos de bariones sigma.
En el 2007, las colaboraciones DØ y CDF permitieron realizar observaciones directas de la "Cascada B" (Ξ−
b) barión Xi.
En septiembre de 2008, la colaboración DØ informó de la detección de la Barión Omega-, un barión Omega "doble extraño"  con la masa medida significativamente mayor que la predicción del modelo de quarks. En mayo de 2009 la colaboración CDF hizo públicos sus resultados sobre la búsqueda del barión Omega antes mencionado basada en el análisis de una muestra de datos aproximadamente cuatro veces mayor que la utilizada por el experimento DØ. Las mediciones de masa del experimento CDF fueron 6054,4±6,8 MeV/c2 y están en excelente acuerdo con las predicciones del Modelo Estándar, y no se ha observado ninguna señal en el valor previamente reportado del experimento DØ. Los dos resultados inconsistentes de DØ y CDF difieren en 111±18 MeV/c2 o en 6,2 desviaciones estándar. Debido a la excelente concordancia entre la masa medida por CDF y la expectativa teórica, es un fuerte indicio de que la partícula descubierta por CDF es, efectivamente, la partícula Subatómica barión Sigma buscada. Se prevé que los nuevos datos de los experimentos del LHC aclaren la situación en un futuro próximo.
El 2 de julio de 2012, dos días antes de un anuncio programado en el Gran Colisionador de Hadrones (LHC), los científicos del colisionador Tevatron de las colaboraciones CDF y DØ anunciaron sus hallazgos a partir del análisis de alrededor de 500 billones de colisiones producidas desde 2001: encontraron que la existencia del bosón de Higgs era probable con una masa en la región de 115 a 135 GeV. La significación estadística de las señales observadas fue de 2,9 sigma, lo que significa que sólo hay una probabilidad de 1 entre 550 de que se hubiera producido una señal de esa magnitud si no existiera de hecho ninguna partícula con esas propiedades. Sin embargo, el análisis final de los datos del Tevatrón no resolvió la cuestión de si la partícula de Higgs existe. Sólo cuando los científicos del Gran Colisionador de Hadrones anunciaron los resultados más precisos del LHC el 4 de julio de 2012, con una masa de 125,3 ± 0. 4 GeV (CMS) o 126 ± 0. 4 GeV (ATLAS) respectivamente, hubo una fuerte evidencia a través de mediciones consistentes por el LHC y el Tevatron para la existencia de una partícula de Higgs en ese rango de masa.